# Павлюков, Пётр Сергеевич
Пётр Сергеевич Павлюков (25 декабря 1916 года — 19 марта 2007 года) — шлифовальщик Челябинского кузнечно-прессового завода Министерства автомобильной промышленности СССР. Герой Социалистического Труда (1971).

## Биография
В октябре 1941 года участвовал в эвакуации Московского автомобильного завода им. Сталина в тыл, в Челябинск.
В 1970 году досрочно выполнил личные социалистические обязательства и производственные задания Восьмой пятилетки (1966—1970). Указом Президиума Верховного Совета СССР от 5 апреля 1971 года «за выдающиеся успехи в выполнении заданий пятилетнего плана по развитию автомобильной промышленности» удостоен звания Героя Социалистического Труда с вручением ордена Ленина и золотой медали «Серп и Молот».
Сочинения
- Цветы у станка [Текст] / Лит. запись Н. Булычевой. — Челябинск : Юж.-Урал. кн. изд-во, 1973. — 31 с.; 17 см. — (Молодому рабочему)